# Dyscheilia inornata
Dyscheilia inornata là một loài bướm đêm trong họ Geometridae.